# Przemysław Gintrowski

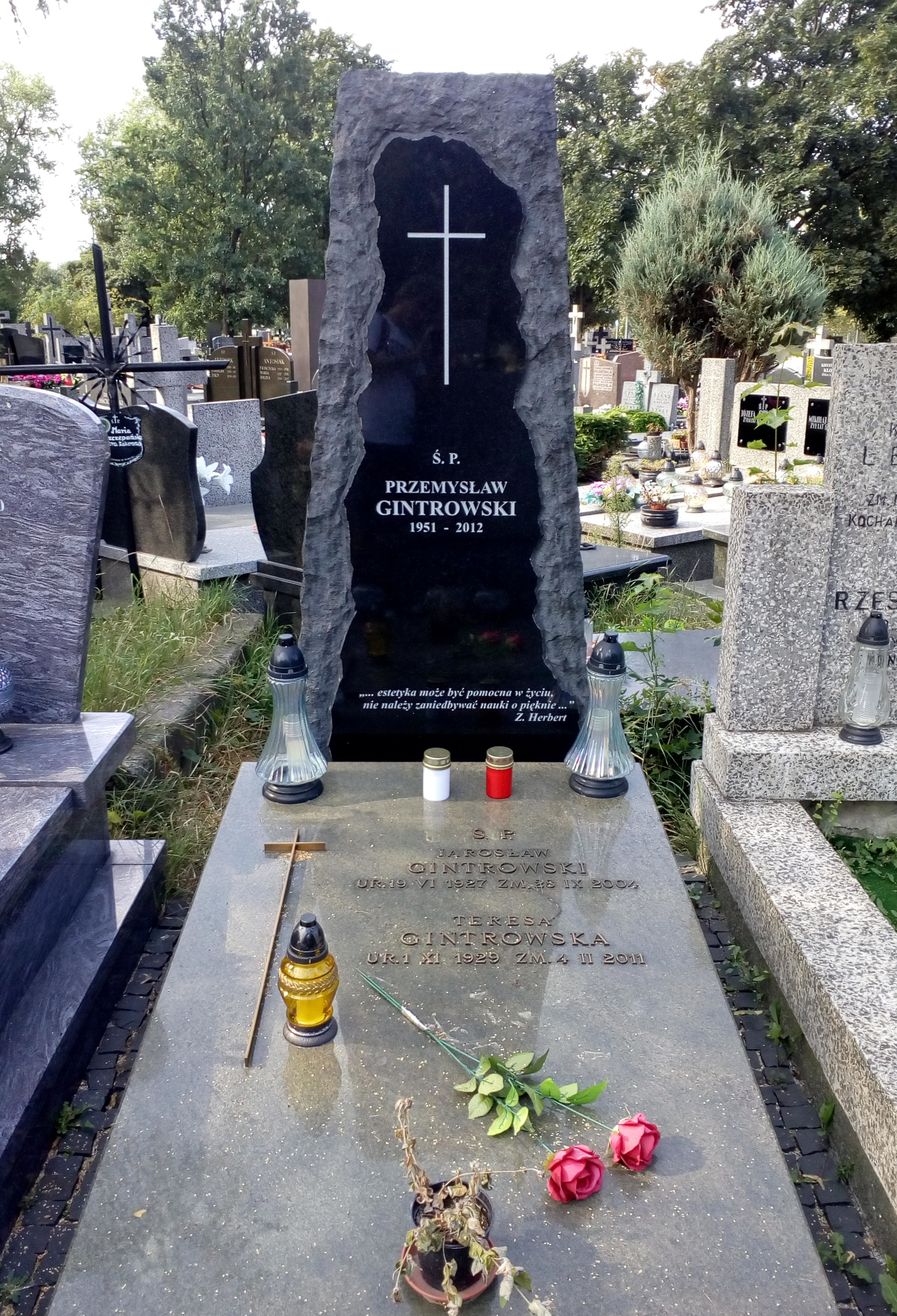
Grób Przemysława Gintrowskiego na Cmentarzu Wilanowskim w Warszawie

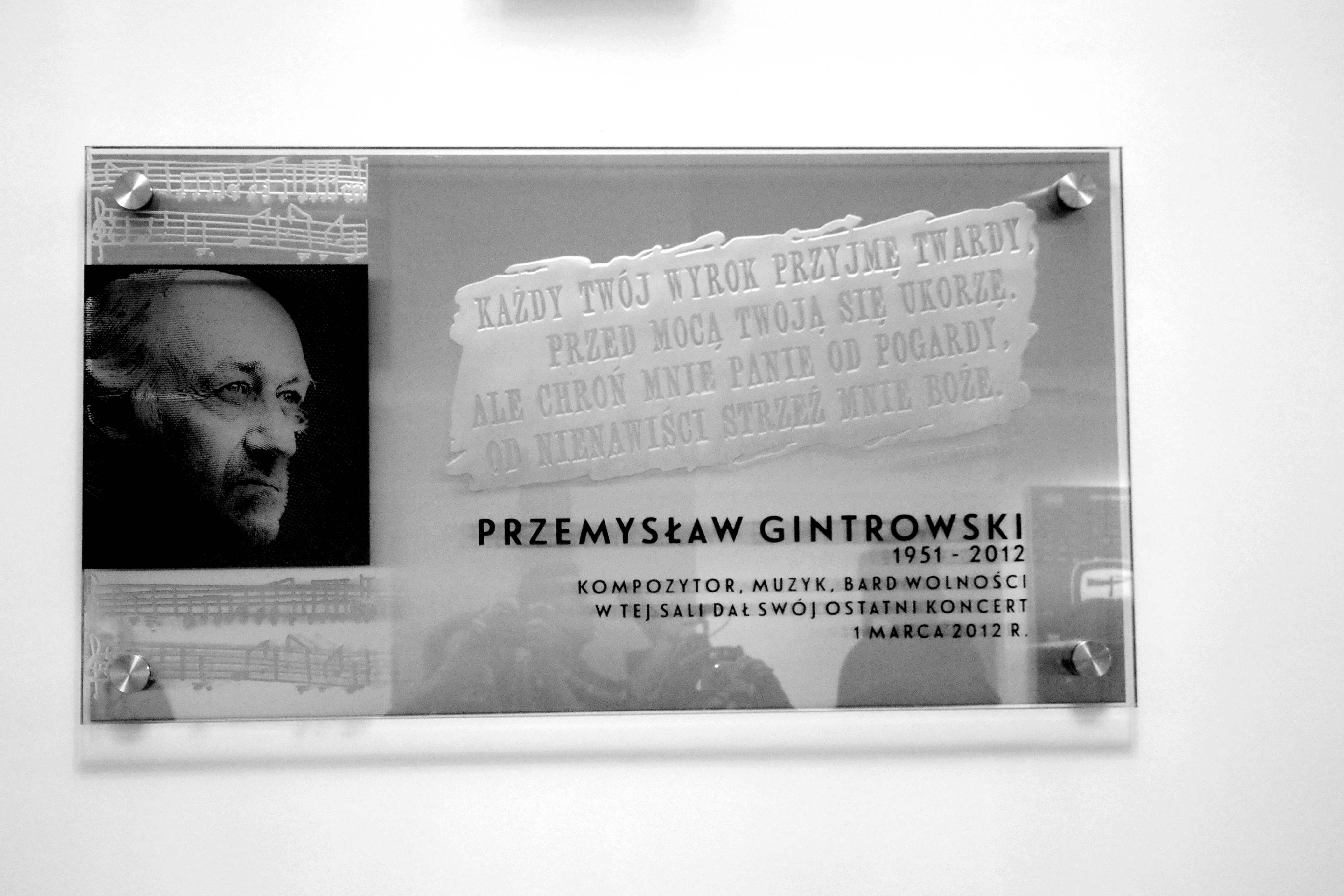
Tablica upamiętniająca Przemysława Gintrowskiego w Centrum Edukacyjnym IPN „Przystanek Historia” w Warszawie, odsłonięta w drugą rocznicę śmierci artysty

Przemysław Adam Gintrowski (ur. 21 grudnia 1951 w Stargardzie Szczecińskim, zm. 20 października 2012 w Warszawie) – polski kompozytor, pieśniarz, kompozytor muzyki filmowej, inżynier i nauczyciel.

## Życiorys

### Edukacja i działalność naukowa
Absolwent VI Liceum Ogólnokształcącego im. Tadeusza Reytana w Warszawie (1969), w którym należał do 1 Warszawskiej Drużyny Harcerskiej im. Romualda Traugutta „Czarna Jedynka” i działał w szkolnym zespole muzycznym „Między niebem a ziemią” (m.in. ze Stanisławem Krupowiczem). Ukończył studia na Wydziale Mechanicznym Energetyki i Lotnictwa Politechniki Warszawskiej z tytułem inżyniera (1973).
Był wykładowcą Warszawskiej Szkoły Filmowej. Wcześniej był nauczycielem w XVII Liceum Ogólnokształcącym im. Andrzeja Frycza Modrzewskiego w Warszawie.

### Kariera artystyczna
Debiutował w 1976 na przeglądzie w warszawskiej Riwierze piosenką Epitafium dla Sergiusza Jesienina. Niedługo później, w 1979, wspólnie z Jackiem Kaczmarskim i Zbigniewem Łapińskim stworzyli trio i przygotowali program poetycki Mury. Tytułowa piosenka programu, Mury, oparta na utworze katalońskiego barda Lluisa Llacha L’Estaca – stała się nieformalnym hymnem „Solidarności” i symbolem walki z reżimem. Kolejne programy, jakie stworzyli w tym składzie to Raj i Muzeum. Na XIX Krajowym Festiwalu Piosenki Polskiej w Opolu otrzymał wraz z Jackiem Kaczmarskim II nagrodę za piosenkę Epitafium dla Włodzimierza Wysockiego autorstwa Kaczmarskiego.
W grudniu 1981, podczas trasy koncertowej we Francji, Gintrowski i Łapiński zdecydowali się wrócić na krótki czas do Polski w celu uporządkowania spraw zawodowych. Kaczmarski pozostał we Francji. Po tym, jak 8 grudnia 1981 roku Gintrowskiemu odmówiono wydania paszportu, trio rozpadło się.
Gintrowski pracował jako kompozytor muzyki filmowej – przez następne dziesięć lat stworzył muzykę do ponad dwudziestu filmów fabularnych i seriali (m.in. do serialu Zmiennicy). Koncertował poza oficjalnymi scenami (m.in. w pomieszczeniach warszawskiego Muzeum Archidiecezji), a wykonania studyjne jego piosenek nagrywane nieoficjalnie (w trakcie realizacji nagrań muzyki do filmu Matka Królów nielegalnie nagrał w studio państwowej telewizji płytę Pamiątki, a później w podobny sposób utrwalony został program Raport z oblężonego miasta w studio warszawskiej Akademii Muzycznej), wydawane były w drugim obiegu. Życie codzienne Gintrowskiego było całkowicie podporządkowane działalności podziemnej. Przykładem dyspozycyjności była gotowość do prowadzenia koncertów organizowanych ze względów bezpieczeństwa jedynie z kilkugodzinnym wyprzedzeniem.
Piosenki Gintrowskiego opierały się najczęściej na tekstach Jacka Kaczmarskiego, Zbigniewa Herberta, Tomasza Jastruna, Krzysztofa Marii Sieniawskiego, Jerzego Czecha, Tadeusza Nowaka i Marka Tercza.
W latach 80. nawiązał współpracę z Krystyną Jandą, przygotowując autorski spektakl Kamienie, opowiadający nieznane lub inaczej odczytane losy znanych historycznych postaci. Spektakl w planowanej formie nigdy nie został wystawiony, jednak Janda zdobyła nagrodę na Festiwalu w Opolu za wykonanie jednej z jego piosenek. Po 1989 roku podjął ponowną próbę realizacji spektaklu, tym razem z Joanną Trzepiecińską – ostatecznie Kamienie w okrojonej wersji (dotyczącej wyłącznie męskich bohaterów) zrealizował samodzielnie jako koncert.
W latach 1991–1993 Przemysław Gintrowski ponownie koncertował z Jackiem Kaczmarskim i Zbigniewem Łapińskim, wykonując programy Mury w Muzeum Raju oraz Wojna postu z karnawałem. Późniejsza współpraca artystów była już incydentalna. W 1994 w studio telewizyjnym Polamer-Studio TV  nagrał dla TVP utwór „Kredka Kramsztyka” z własną muzyką, napisany specjalnie dla niego przez Jacka Kaczmarskiego. Utwór zrealizowany został w formie widowiska w reżyserii Laco  Adamíka. 
Ostatni koncert Przemysława Gintrowskiego odbył się 1 marca 2012 w Centrum Edukacyjnym IPN „Przystanek historia”, w ramach obchodów Narodowego Dnia Pamięci Żołnierzy Wyklętych. Artysta zmarł po długiej i ciężkiej chorobie. Uroczystości pogrzebowe muzyka odbyły się 29 października 2012 w warszawskim kościele pw. św. Anny. Prochy Gintrowskiego spoczęły w rodzinnym grobie na cmentarzu w Wilanowie (kwatera VIII, w pobliżu kaplicy cmentarnej). 

### Zaangażowanie polityczne
W wyborach samorządowych w 2006 bez powodzenia ubiegał się o mandat radnego warszawskiej dzielnicy Wilanów z listy Prawa i Sprawiedliwości. W 2010 poparł Jarosława Kaczyńskiego w wyborach prezydenckich. W 2012 wszedł w skład komitetu honorowego akcji Stowarzyszenia KoLiber „Goń z pomnika bolszewika”.

## Życie prywatne
Był jedynym dzieckiem Jarosława (1927–2004) i Teresy (1929–2011) Gintrowskich. Pierwsza żona - Anna Bilska, absolwentka wydziału Polonistyki UW. Druga żona Agnieszka Gintrowska, córki: Julia Gintrowska i Maria Gintrowska.

## Nagrody i odznaczenia
- 31 sierpnia 2006 odznaczony przez prezydenta Lecha Kaczyńskiego Krzyżem Kawalerskim Orderu Odrodzenia Polski[29].

- W 2009 w uznaniu zasług dla Stolicy Rzeczypospolitej Polskiej uhonorowany został Nagrodą Miasta Stołecznego Warszawy[30].

- 2009 – Laureat Nagrody Prezydenta Miasta Gdańska „Neptuny”[31].

- postanowieniem z 26 października 2012 r., pośmiertnie, został „za wybitne zasługi dla kultury polskiej, za osiągnięcia w twórczości artystycznej i kształtowanie patriotycznych postaw Polaków” przez prezydenta Bronisława Komorowskiego odznaczony Krzyżem Oficerskim tegoż Orderu[32][33]

- W 2012 pośmiertnie odznaczony przez Ministra Kultury i Dziedzictwa Narodowego Bogdana Zdrojewskiego Złotym Medalem „Zasłużony Kulturze Gloria Artis”[34]

## Upamiętnienie

### Nagroda za Wolność w Kulturze im. Przemysława Gintrowskiego
W 2016 z inicjatywy rodziny artysty powstała Fundacja im. Przemysława Gintrowskiego. Organizuje ona koncerty pieśni barda oraz przyznaje coroczną Nagrodę Za Wolność w Kulturze im. Przemysława Gintrowskiego.
Dotychczasowi laureaci:  
- 2016: Stanisława Celińska, Jan Polkowski, Antonina Krzysztoń[35]
- 2017: Ewa Błaszczyk[36]
- 2018: Franciszek Pieczka[37]
- 2019: Muniek Staszczyk[38]
- 2020: Tadeusz Woźniak[39]
- 2021: Raper O.S.T.R.[40]

### Pozostałe formy
- 2013, styczeń: w Zespole Szkół w Dobrym Mieście jego imieniem nazwano aulę[41];
- 2013, marzec, tamże: odsłonięto tablicę jego pamięci[42];
- 2015: powstał film o Przemysławie Gintrowskim pt. Gintrowski[43];
- 2017: radiowa audycja dokumentalna o Przemysławie Gintrowskim pt. "Urodził się po to, żeby śpiewać" (premiera w Programie Trzecim PR 17.04.2017 r.)[44]
- 2017, listopad: ulica nazwana wcześniej imieniem Wincentego Rzymowskiego w dzielnicy Mokotów w Warszawie zyskała nazwę ulicy Przemysława Gintrowskiego. Starą nazwę ulicy przywrócono jednak w roku 2018[45][46];
- 2019: premiera pierwszego multimedialnego spektaklu pt. „Postacie” na podstawie piosenek Przemysława Gintrowskiego. Spektakl zrealizowali studenci Warszawskiej Szkoły Filmowej, w której Gintrowski był wykładowcą.

## Dyskografia

### Albumy solowe
- 1978 Psalmy i Requiem – z towarzyszeniem chóru i orkiestry, płyta winylowa

wydawca: tonpress
wykonanie: Przemysław Gintrowski – śpiew; Grupa Niebo – chór; orkiestra
słowa: Tadeusz Nowak, Krzysztof Maria Sieniawski, Zbigniew Herbert, Bogusław Żmijewski
muzyka: Przemysław Gintrowski, Stanisław Krupowicz, Stefan Brzozowski
- 1979 Requiem

wydawca: Tonpress oraz Socjalistyczny Związek Studentów Polskich (płyta winylowa)
słowa: Krzysztof Maria Sieniawski
muzyka: Przemysław Gintrowski, Stanisław Krupowicz
- 1983 Pamiątki – materiał nagrany w 1981 funkcjonował w drugim obiegu, oficjalnie wydany w 1991

wydawca: Pomaton Emi, 1991 (kaseta); Pomaton Emi, 2002 (w dwupłytowym zestawie CD wraz z Kamieniami, nr kat. 5437362)
wykonanie: Przemysław Gintrowski – śpiew, gitara; Zbigniew Łapiński – fortepian
słowa: Zbigniew Herbert, Jacek Kaczmarski, Marek Tercz
muzyka: Przemysław Gintrowski, Zbigniew Łapiński
- 1986 Raport z oblężonego miasta – materiał początkowo funkcjonował w drugim obiegu[47], oficjalnie wydany w 1990[48]

wydawca: Polskie Nagrania, 1990 (płyta winylowa, nr kat. SX 2885); Polskie Nagrania, 1999 (CD, nr kat. PNCD 491)
wykonanie: Przemysław Gintrowski – śpiew, gitara, instr. klawiszowe, fortepian; Zbigniew Łapiński – fortepian
słowa: Zbigniew Herbert, Jacek Kaczmarski, Lothar Herbst, Tomasz Jastrun, Mieczysław Jastrun, Leszek Szaruga, Ryszard Holzer (Marek Mayer)
muzyka: Przemysław Gintrowski
- 1990 Nie chcemy uciekać[49]

wydawca: Wydawnictwo Kompas (kaseta), nr kat. 001
wykonanie: Przemysław Gintrowski – śpiew, gitara; Zbigniew Łapiński – fortepian
słowa: Zbigniew Herbert, Jacek Kaczmarski, Marek Tercz, Natan Tenenbaum, Jerzy Czech, Adrianna Szymańska, Marek Mayer, Tomasz Jastrun, Mieczysław Jastrun, Leszek Szaruga
muzyka: Przemysław Gintrowski
- 1991 Kamienie[51]

wydawca: Pomaton, 1991 (kaseta), nr kat. POM 019; Pomaton, 1991 (CD), nr kat. POM CD 006; Pomaton Emi, 2002 (w dwupłytowym zestawie CD wraz z Pamiątkami, nr kat. 5437362)
wykonanie: Przemysław Gintrowski – śpiew, instrumenty klawiszowe, fortepian; Piotr Rubik – fortepian;
słowa: Jerzy Czech, Zbigniew Herbert
muzyka: Przemysław Gintrowski
- 2000 Odpowiedź – poezja Zbigniewa Herberta w rozbudowanej aranżacji instrumentów elektronicznych

wydawca: Polskie Radio, 2000 (CD, nr kat. PRCD219)
wykonanie: Przemysław Gintrowski – śpiew, gitara, instr. klawiszowe; Adam Sztaba – fortepian;
słowa: Zbigniew Herbert
muzyka: Przemysław Gintrowski
- 2008 Tren[55]

wydawca: Polskie Radio, 2008 (CD, nr kat. PRCD 1177)
wykonanie: Przemysław Gintrowski – śpiew, gitara; Polska Orkiestra Sinfonia Iuventus (dyrygent Monika Wolińska); Tadeusz Domanowski – fortepian; Wojciech Świętonski – fortepian; Michał Salamon – syntezatory; Filip Sojka – gitara basowa; Jula – głos
słowa: Zbigniew Herbert
muzyka: Przemysław Gintrowski
- 2009 Kanapka z człowiekiem i trzy zapomniane piosenki[58]

wydawca: Licomp Empik Multimedia/Polskie Radio, 2009 (CD, nr kat. PRCD 1278)
wykonanie: Przemysław Gintrowski – kompozycje, aranżacje, elektronika, śpiew; Jula – głos; Polska Orkiestra Radiowa (dyrygent Wojciech Rodek); Marcin Żmuda – fortepian; Krzysztof Ścierański – gitara basowa; Piotr Szewczenko – gitary, gitara elektryczna; Marcin Ścierański – perkusja; Paweł Pańta – kontrabas; Cezary Konrad – perkusja; Wojciech Majewski – fortepian; Marcin Kajper – saksofon.
słowa: Jacek Kaczmarski, Adriana Szymańska, Bogdan Olewicz, Andrzej Bursa, Antoni Słonimski, Leonard Cohen (tł. Maciej Zembaty)
muzyka: Przemysław Gintrowski, Leonard Cohen

### Z Jackiem Kaczmarskim i Zbigniewem Łapińskim
- 1979 Mury

wydawca:
Wifon, 1981 (kaseta, nr kat. CK-0159A)
Wifon, 1990 (płyta winylowa)
Pomaton Emi, 1991 (kaseta, nr kat. POM 005)
Pomaton Emi, 1999 (CD, nr kat. 5228392E)
Pomaton Emi, 2004 (CD, w zestawie Syn Marnotrawny)
wykonanie: Przemysław Gintrowski – śpiew, gitara; Jacek Kaczmarski – śpiew, gitara; Zbigniew Łapiński – fortepian;
słowa: Jacek Kaczmarski, Zbigniew Herbert, Krzysztof Maria Sieniawski, Mieczysław Jastrun
muzyka: Jacek Kaczmarski, Przemysław Gintrowski, Lluís Llach
- 1980 Raj – materiał nagrywany w 1980 r. nieoficjalnie na koncertach

wydawca:
Pomaton Emi, 1991 (kaseta, nr kat. POM 013)
Pomaton Emi, 2002 (album dwupłytowy + Muzeum, nr kat. 5434212)
Pomaton Emi, 2004 (CD, w zestawie Syn Marnotrawny)
wykonanie: Przemysław Gintrowski – śpiew, gitara; Jacek Kaczmarski – śpiew, gitara; Zbigniew Łapiński – śpiew, fortepian;
słowa: Jacek Kaczmarski, Zbigniew Herbert
muzyka: Jacek Kaczmarski, Przemysław Gintrowski, Zbigniew Łapiński
- 1981 Muzeum – materiał nagrywany w 1981 r. nieoficjalnie na koncertach

wydawca:
Pomaton Emi, 1991 (kaseta, nr kat. POM 017)
Pomaton Emi, 2002 (album dwupłytowy + Raj, nr kat. 5434212)
Pomaton Emi, 2004 (CD, w zestawie Syn Marnotrawny)
wykonanie: Przemysław Gintrowski – śpiew, gitara; Jacek Kaczmarski – śpiew, gitara; Zbigniew Łapiński – śpiew, fortepian;
słowa: Jacek Kaczmarski, Natan Tenenbaum
muzyka: Jacek Kaczmarski, Przemysław Gintrowski, Zbigniew Łapiński
- 1991 Mury w Muzeum Raju

wydawca:
Pomaton Emi, 1991 (CD, nr kat. POM CD 008)
Pomaton Emi, 1991 (2 kasety, nr kat. POM 023, POM 024)
Pomaton Emi, 2002 (album dwupłytowy + Wojna postu z karnawałem, nr kat. 5417412)
Pomaton Emi, 2004 (CD, w zestawie Syn Marnotrawny)
wykonanie: Przemysław Gintrowski – śpiew, gitara; Jacek Kaczmarski – śpiew, gitara; Zbigniew Łapiński – śpiew, fortepian;
słowa: Jacek Kaczmarski, Natan Tenenbaum, Mieczysław Jastrun, Krzysztof Maria Sieniawski, Sergiusz Jesienin (wykorzystany fragment wiersza)
muzyka: Jacek Kaczmarski, Przemysław Gintrowski, Zbigniew Łapiński, Lluís Llach
- 1993 Wojna postu z karnawałem

wydawca:
Pomaton Emi, 1993 (CD, nr kat. POM CD 034)
Pomaton Emi, 1993 (2 kasety, nr kat. POM 059, POM 060)
Pomaton Emi, 2002 (album dwupłytowy + Mury w Muzeum Raju, nr kat. 5417412)
Pomaton Emi, 2004 (CD, w zestawie Syn Marnotrawny)
wykonanie: Przemysław Gintrowski – śpiew, gitara; Jacek Kaczmarski – śpiew, gitara; Zbigniew Łapiński – śpiew, fortepian;
słowa: Jacek Kaczmarski
muzyka:Jacek Kaczmarski, Przemysław Gintrowski, Zbigniew Łapiński

## Filmografia
| - 1981 Dziecinne pytania - 1981 Studenci – wspólnie z Jackiem Kaczmarskim (film Krzysztofa Wierzbickiego, Interpress) - 1981 Sto dni – wspólnie z Jackiem Kaczmarskim (film Tomasza Poboga-Malinowskiego, Interpress) - 1982 Matka Królów - 1983 Nadzór - 1985 Sezon na bażanty - 1985 Tętno - 1986 Słońce w gałęziach - 1986 Weryfikacja - 1986 Zmiennicy - 1987 Co to konia obchodzi - 1987 Ściany - 1987 Dorastanie - 1987 Polska historia kina - 1988 Dotknięci - 1988 Koniec - 1988 Pięć minut przed gwizdkiem - 1988 Spadek - 1988 Teatrum wiele tu może uczynić - 1988 Lewiatan - 1989 Goryl, czyli ostatnie zadanie - 1989 Nim słońce wejdzie - 1989 Ostatni prom - 1989 Przejście - 1995 Tato - 1997–1998 13 posterunek - 1999 Opowiedz o twojej miłości - 2000 13 posterunek 2 - 2003 Show - 2006 U fryzjera - 2010 Trzy minuty. 21:37 |  | - 1981 Człowiek z żelaza – „Ballada o Janku Wiśniewskim” - 1981 Dziecinne pytania – „Modlitwa o wschodzie słońca”, „Pokolenie”, „Czy poznajesz mnie, moja Polsko?” - 1982 Bluszcz – „A jeśli przyszłoby umierać” - 1984 Bez końca – „Dylemat” - 1986 Zmiennicy – „Zmiennicy”, „Kwestia czasu”, „Nie zdziałasz nic”, „Happy End” - 1987 Dorastanie – „Dorastanie” - 1988 W labiryncie – „Autoportret Witkacego” - 1989 Ostatni dzwonek – „A my nie chcemy uciekać stąd”, „Modlitwa o wschodzie słońca” - 1990 Rozmowy o miłości – „Ballada o miłości” - 1995 Tato – „Tylko kołysanka” - 1979 Kung-fu – statysta, wraz z Jackiem Kaczmarskim i Zbigniewem Łapińskim - 1981 Cień – „człowiek sztuki” - 1982 Bluszcz – gitarzysta - 1981 Dziecinne pytania – wraz z Jackiem Kaczmarskim w dwóch scenach: w akademiku – studenci, oraz szamotanina z ZOMO - 1988 Crimen – pieśniarz - 1988 Dotknięci – akompaniator Marii (nie występuje w czołówce) - 1989 Goryl, czyli ostatnie zadanie – leśniczy Leon - 1990 Historia niemoralna – lekarz w szpitalu |